# Propriedade intelectual
Propriedade intelectual é um conceito que visa positivar direitos a respeito de produtos e/ou processos do conhecimento, sejam estes tangíveis ou intangíveis. Regulamentada com base em diversos tratados, cada nação possui legislação própria sobre o assunto, incluindo o Brasil. Deve-se atentar para não ser identificada com Propriedade Industrial ou Direito Autoral, que são os dois principais ramos dentro da propriedade intelectual.
Segundo a Convenção para o Estabelecimento da OMPI, é a soma dos direitos relativos às obras literárias, artísticas e científicas, às interpretações dos artistas intérpretes e às execuções dos artistas executantes, aos fonogramas e às emissões de radiodifusão, às invenções em todos os domínios da atividade humana, às descobertas científicas, aos desenhos e modelos industriais, às marcas industriais, comerciais e de serviço, bem como às firmas comerciais e denominações comerciais, à proteção contra a concorrência desleal e todos os outros direitos inerentes à atividade intelectual nos domínios industrial, científico, literário e artístico.
Especificamente sobre a propriedade industrial, a Convenção de Paris de 1883 define esse ramo como o conjunto de direitos que compreende as patentes de invenção, os modelos de utilidade, os desenhos ou modelos industriais, as marcas de fábrica ou de comércio, as marcas de serviço, o nome comercial e as indicações de proveniência ou denominações de origem, e também a repressão da concorrência desleal, não se resumindo somente às criações industriais, mas também "às indústrias agrícolas e extrativas e a todos os produtos manufaturados ou naturais, por exemplo: vinhos, cereais, tabaco em folha, frutas, animais, minérios, águas minerais, cervejas, flores, farinhas."

## História
A tutela dos direitos de autores de obras intelectuais foi tida como um interesse a partir do fim da Idade Média. Antes, a enorme dificuldade para se reproduzir manualmente os originais e distribuir as cópias era o suficiente para o exercício do controle sobre a divulgação de ideias.
Junto com a invenção da imprensa e a facilidade de reprodução por ela trazida, vieram as preocupações dos soberanos com a democratização da informação.
Em 1557, dezoito anos após a introdução da prensa tipográfica na Inglaterra por Wiliam Caxton, Filipe e Maria Tudor deram a concessão do monopólio real de direito sobre as vendas à associação de donos de papelaria e livreiros. A associação passou a exercer censura sobre o conteúdo e os autores, impedindo a publicação de informações desfavoráveis à realeza. Tal privilégio relativo ao direito de cópia foi chamado de 'copyright'. Desde sua origem, portanto, tratava-se de um direito garantido aos comerciantes de livros, e não aos autores propriamente ditos (mais tarde, criam-se diferentes vertentes, como a francesa, focada no direito de autor, e não do direito de cópia).
Tal concessão durou cerca de duzentos anos e resultou na criação das legislações inglesa e norte-americana.
A primeira lei inglesa relativa aos direitos autorais é de 1710 e concedia ao criador o direito exclusivo sobre a cópia de um livro por 14 anos, renováveis por mais 14 caso o autor estivesse vivo quando da expiração do direito. Nos Estados Unidos, em 1790, foram criadas leis sobre patentes e direitos autorais em termos semelhantes, com o mesmo prazo de monopólio. Em 1831, o Congresso americano alterou o primeiro prazo estendendo-o para 28 anos, renováveis por mais 14 e, em 1909, ampliou também o período de renovação para mais 28 anos. Marx descrevia já no final do século XIX a propriedade intelectual como a aplicação de conceitos subjetivos no campo objetivo de maneira que possa ser classificado como trabalho abstrato, não se opondo de nenhuma maneira ao trabalho concreto.
A pressão exercida por organizações de escritores e as indústrias culturais (em especial as editoras) era para que o prazo do direito autoral se estendesse por mais 50 anos após a morte do autor, adequando as leis referentes a direitos autorais à Convenção de Berna, datada de 1886 e que estabelecia regras para os direitos de propriedade intelectual no cenário internacional, ou seja, entre as nações. Como não se chegava a um consenso, as votações foram adiadas diversas vezes, por pressão de lobistas, até que, em 1976, com objeções do Departamento de Justiça, o Congresso aprovou uma nova lei de direitos autorais, concedendo o monopólio por toda a vida do autor mais 50 anos após a sua morte. No caso de trabalhos encomendados por empresas, o período de proteção ficou definido como 75 anos após a publicação ou 100 anos após a criação, o que fosse mais curto.

## A Convenção da União de Paris
O que impulsionou a discussão sobre a proteção à propriedade intelectual foi a Propriedade Industrial. Em 1236, em Bordeaux, França, Bonafusus de Sancta e Companhia obtiveram exclusividade em tecer e tingir tecidos de lã. Este é considerado o primeiro caso de proteção à propriedade industrial. Entretanto, somente em meados do século XIX, devido à Revolução Industrial, a fruição da propriedade industrial se intensificou e levando a criação da Convenção de Paris.
Em 20 de março de 1883, 14 países, incluindo o Brasil, se reuniram para firmar um tratado que regimentasse a propriedade intelectual de forma relativamente uniforme ao redor do mundo, mas garantindo relativa liberdade aos seus signatários. O resultado disso foi o tratado da Convenção de Paris para a Proteção da Propriedade Industrial.
O tratado sofreu várias revisões desde então: em Bruxelas a 14 de dezembro de 1900; em Washington a 2 de junho de 1911; em Haia a 6 de novembro de 1925; em Londres a 2 de junho de 1934; em Lisboa a 31 de outubro de 1958; e, finalmente, em Estocolmo a 14 de julho de 1967. Esta última é a que vigora atualmente.
No Brasil, o referido tratado, em sua revisão de Estocolmo, entrou no ordenamento jurídico através do Decreto Nº 75.572, de 8 de Abril de 1975, durante o governo de Ernesto Geisel, com as restrições previstas no artigo 20: "com a declaração de que o Brasil não se considera vinculado pelo disposto na alínea 1, do Artigo 28, e de que a adesão do Brasil não é aplicável aos Artigos 1 a 12, (...), continuando em vigor no Brasil a revisão de Haia, de 1925".
A adesão total do Brasil à revisão de Estocolmo se deu através do Decreto nº 635, de 21 de Agosto de 1992 Sob a égide deste decreto é que se promulgou as demais leis brasileiras de proteção da propriedade intelectual. Ele confere legitimidade e eficácia a essas leis.

## Tipos de propriedade intelectual
A propriedade intelectual pode ser dividida em duas principais categorias: direito autoral e propriedade industrial, sendo que pertencem à primeira as obras intelectuais, literárias e artísticas, programas de computador e, à segunda, as patentes, marcas, desenho industrial, indicações geográficas. Existem ainda alguns regimes especiais que compõem um terceiro grupo sui generis: como a topografia de circuito integrado e a proteção de Cultivares no Brasil.
Existem várias discussões entre juristas, comunidades locais e organizações mundiais de proteção da Propriedade Intelectual acerca da adequação dos "conhecimentos tradicionais" ao sistema de proteção de propriedade intelectual atual. A Organização Mundial de Propriedade Intelectual (OMPI) trata conhecimentos tradicionais como um novo tema a se definir, instituindo o “Comitê Intergovernamental sobre Propriedade Intelectual, Recursos Genéticos, Conhecimento Tradicional e Folclore”, para estudar formas de regulamentar o assunto, sendo comum a adoção nacional pelo caminho da proteção sui generis.

### Diferença entre Direito Autoral e Propriedade Industrial
O direito autoral é voltado à criação artística, científica, musical, literária, entre outras. Ele (direito autoral) protege obras literárias (escritas ou orais), musicais, artísticas, científicas, obras de escultura, pintura e fotografia, bem como, na categoria de direitos conexos, o direito das empresas de radiofusão e cinematográficas. Pelo direito de exclusividade, o autor é o único que pode explorar sua obra, gozar dos benefícios morais e econômicos resultantes dela ou ceder os direitos de exploração a terceiros.
Já a propriedade industrial é o ramo da propriedade intelectual que resguarda as criações ou invenções intelectuais voltadas às atividades industriais, abrangendo, por exemplo, o autor de determinado processo, invenção, modelo de utilidade, desenho ou produto, também chamado de obras utilitárias, que são protegidas por meio de patentes e registros. Outra função da propriedade industrial é reprimir a concorrência desleal. Além da Lei da Propriedade Industrial, o direito é submetido aos atos e resoluções do Instituto Nacional da Propriedade Industrial (INPI), uma autarquia federal vinculada ao Ministério da Indústria, Comércio Exterior e Serviços, responsável pelo aperfeiçoamento, disseminação e gestão do sistema brasileiro de concessão e garantia de direitos de propriedade intelectual para a indústria.

### Patente
Uma patente é uma concessão pública, conferida pelo estado, que garante ao seu titular a exclusividade ao explorar comercialmente a sua criação. A patente de invenção insere-se nos denominados direitos de Propriedade Industrial cujos normativos legais são em Portugal o Código da Propriedade Industrial e no Brasil a Lei da Propriedade Industrial. Outra modalidade de patente é o Modelo de utilidade.
O direito de exclusividade garantido pela patente refere-se ao direito de prevenção de que outros de fabricarem, usem, vendam, ofereçam ou importem a dita invenção. Em contrapartida, é disponibilizado acesso ao público sobre o conhecimento dos pontos essenciais e as reivindicações que caracterizam a novidade no invento. Os registros de patentes, por estarem disponíveis em bancos de dados de livre acesso, constituem grandes bases de conhecimento tecnológico, que podem ser usadas em pesquisas de diversas áreas.
Diz-se também patente (mas, no Brasil, com maior precisão, carta-patente) o documento legal que representa o conjunto de direitos exclusivos concedidos pelo Estado a um inventor.

### Marcas
Marca é um tipo de sinal distintivo que faz referência a uma determinada empresa: um elemento nominal, formas, imagens ou até mesmo conceitos (em algumas jurisdições, e de forma limitada) que distinguem o produto, serviço ou a própria empresa. Frequentemente uma marca está associada a uma representação gráfica no âmbito e competência do designer gráfico, onde a marca pode ser representada graficamente por uma composição de um símbolo e/ ou logotipo, tanto individualmente quanto combinados.

### Design Industrial
O design industrial ou desenho industrial, trabalha com a criação e produção de objetos e produtos tridimensionais com foco para usufruto humano, mas também pode ser para uso animal. Esse direito se refere à proteção da forma plástica ornamental de um objeto ou o conjunto ornamental de linhas e cores aplicáveis a um produto, desde que resultem em um visual novo e original externo e que posam ser reproduzidos industrialmente.

### Indicação Geográfica
Indicação Geográfica é como se convenciona chamar a identificação de um produto ou serviço como originário de um local, região ou país, quando determinada reputação, característica e/ou qualidade possam lhe ser vinculadas essencialmente a sua origem geográfica, sendo passíveis de proteção legal contra uso de terceiros, em termos de Propriedade Industrial.

## No Brasil
Na primeira constituição brasileira, a Constituição brasileira de 1824, o artigo 179 já garantia aos inventores o direito de propriedade sobre as suas invenções. Além disso, em 28 de abril de 1809 foi decretada, com um Alvará de D. João VI, uma lei de patentes. Por causa dessa lei, o Brasil está entre os quatro primeiros países a possuir uma legislação de patentes.
Entre o final do século XIX e meados de 1940, foram criadas diversas leis que regulavam patentes, marcas e puniam o que fosse considerado concorrência desleal. Em 1945, foi promulgado o primeiro Código de Propriedade Industrial brasileiro - Decreto lei 7.903/45 que apresentava uma elaboração modernizada em relação às leis antigas. Este Decreto teve vigência até o Código de 1996. Em 1970, foi criado o Instituto Nacional da Propriedade Industrial que substituiu o Departamento Nacional da Propriedade Industrial, objetivando a dinamização do direito industrial no Brasil.
Atualmente, está disciplinada principalmente pelas leis 9.279/96 (Marcas e Patentes), 9.456/97 (Cultivares), 9.609/98 (Software) e 9.610/98 (Direitos Autorais), além de tratados internacionais, como as Convenções de Berna, sobre Direitos Autorais, e de Paris, sobre Propriedade Industrial, e outros acordos como o TRIPs (Trade Related Intelectual Property Rights). É também preceito Constitucional, estando arrolado entre os Direitos e Garantias Fundamentais, com previsão nos incisos XXVII, XXVIII e XXIX, em consonância aos incisos XXII e XXIII, do artigo 5º da Constituição Federal.
O Instituto Nacional da Propriedade Industrial (INPI) é o órgão brasileiro responsável pelas marcas, patentes, desenho industrial, transferência de tecnologia, indicação geográfica, programa de computador e topografia de circuito integrado. A Biblioteca Nacional, localizada no estado do Rio de Janeiro e os seus postos estaduais de Escritórios de Direitos Autorais são responsáveis pelo registro e averbação das obras artísticas e intelectuais.

## Impacto na Economia
Atualmente, as grandes empresas vêm procurando cada vez mais ampliarem seu direito ao conhecimento, comprando e registrando o máximo de patentes que puderem, pois, além de proporcionarem uma rentabilidade econômica, com as concessões de venda, direito de uso, venda exclusiva (monopólio), entre outros; também torna possível acionar judicialmente àqueles que infligirem a sua concessão ou seus direitos. Por exemplo, pode-se processar concorrentes por pirataria caso eles não atuem de acordo com as normativas sobre sua propriedade (um caso mundialmente conhecido, que serve como exemplo, é o do MegaUpload, fechado 19 de janeiro de 2012 pelo departamento de justiça dos estados unidos). Esta possibilidade aumenta o poder de competitividade de uma empresa, ampliando sua influência mercadológica e, em alguns casos, até mesmo eliminando sua concorrência.
Um empresário que pede o direito de patente, tem como objetivo proteger sua invenção e também tem a expectativa de negócio. Caso esse processo demore, tanto a invenção quanto os possíveis negócios se tornam fragilizados, pois, por se tratar de tecnologia, esta provavelmente estará ultrapassada e/ou obsoleta quando for registrada.

Outro poder que fica acessível a empresas nessas condições é a possibilidade delas conseguirem quebrar outras patentes (no Brasil comumente associado à Licença Compulsória) devido à enorme quantidade de informações que ela possui. 
Ao receber o direito de patente sobre seu produto, o inventor receberá diversos direitos e garantis que já foram citados acima. Contudo, junto com estes direitos surgem também deveres, que necessariamente deverão ser cumpridos pelo inventor para que ele possa manter o direito de patente. Caso o mesmo não cumpra com suas obrigações, ficará sujeito a licenciar de forma obrigatória sua invenção ou modelo de utilidade. Tal licença obrigatória recebe o nome de licença compulsória...
Grandes empresas detentoras de diversas patentes normalmente tem muitas destas utilizadas por outras empresas, algumas menores. O Mercado de patentes é um mercado que movimenta cifras bilionárias, quando não mais. No ano de 2014, apenas no setor de "Capital Intangível", foram movimentados mais de 5,9 trilhões de dólares americanos de acordo com a OMPI. Em um relatório de gastos apresentado em 2015 pela OMPI,sua estimativa de receita era de 748 milhões de francos suíços, com lucro de 20 milhões de francos suíços, para os anos de 2016 e 2017. Esta tabela contém os valores e taxas cobrados pela OMPI no ano de 2017 para o registro de propriedade intelectual no formato PCT.
Pode se dizer que a propriedade intelectual de uma empresa é uma das maneiras de se dimensionar o poder que ela possui em relação à suas concorrentes. Um exemplo disso é a compra da empresa Motorola pela Google, que teve avaliação de US$ 11 bilhões, sendo que após apenas 3 anos a mesma empresa foi vendida por apenas US$ 3 bilhões, sendo a primeira detentora de inúmeras patentes, fazendo dessa fusão um agregamento de conhecimento e poder devido ao grande número de informações de ambas. O ocorrido é um claro exemplo da força que a retenção de informações possui.

O número de patentes produzidas e mantidas por determinada empresa, indústria ou nação, principalmente patentes de grande relevância/valor, pode ser utilizado como uma forma de se mensurar o nível de produção cultural em determinada região, como pode ser visto nesta reportagem.
A dimensão imaterial dos produtos leva vantagem sobre a realidade material deles; seu valor simbólico estético ou social, prevalece sobre seu valor de uso prático (...). A maior parte dos benefícios é realizada graças à dimensão imaterial das mercadorias. Sua 'materialização se torna secundária do ponto de vista econômico'.
Por outro lado, sendo a patente requerida e concedida para tecnologia, de produto inédito ou para aprimorar alguma invenção, há diversos trâmites, regulamentos e leis para registrar e conceder as patentes, que variam em cada país, variando também o tempo de concessão. A demora na concessão de patentes é apontada como um entrave à inovação no país, pois gera incerteza para os investidores e permite que exploradores se aproveitem indevidamente de inventos e ideias que aguardam o registro, impactando assim, sua comercialização. De acordo com a OMPI, o prazo para registro de uma patente internacional varia de 16 a 30 meses.

## Crítica da Propriedade Intelectual
A noção de propriedade intelectual encontra-se com críticas diferentes, na medida em que sua definição e conteúdo devem equilibrar dois objetivos contraditórios:
- incentivo à criação através de privilégios especiais concedidos ao criador e, portanto, barreiras temporárias contra a concorrência;
- o valor máximo da criação, o que implica que pode ser implementado e explorado o mais amplamente possível pelo maior número.

Tais compromissos não podem ser definidos objetivamente e universalmente. O conteúdo, o escopo e a aplicação da propriedade intelectual só podem ser determinados por escolhas políticas.

### Avaliações gerais
O termo propriedade intelectual é criticado por sua ambiguidade. Richard Stallman escreveu um ensaio sobre este assunto para esclarecer o problema e lutar, entre outras coisas, contra o significado desse termo, porque é uma reminiscência da propriedade física cuja legislação é muito diferente. Para ele, o termo reúne um conjunto de conceitos heterogêneos cujos objetivos e funcionamento são muito divergentes (ou mesmo opostos) para ser considerados em conjunto, como direitos autorais, correspondentes a patentes e marcas registradas. Ele defende uma consideração separada de cada uma dessas áreas e o abandono do termo propriedade intelectual (especialmente pelo nome da Organização Mundial da Propriedade Intelectual). Na verdade, parte da comunidade de software livre rejeita esse termo e seguem o ponto de vista de Stallman.

### Aplicação ao campo econômico
Os movimentos particularmente alterglobalistas criticam a propriedade das marcas. O trabalho mais famoso a este respeito é No Logo por Naomi Klein.
A legitimidade das patentes em certas áreas é muitas vezes desafiada, incluindo patentes sobre software, cultura, moléculas vivas ou medicamentosas. A existência de tais patentes é, nomeadamente, acusada de impedir que as populações do terceiro mundo, particularmente na África e na Ásia, tenham acesso ao tratamento da AIDS.
O copyright às vezes é considerado ilegítimo, incluindo sua duração e os limites que ele impõe na partilha, especialmente com grupos desfavorecidos. Economistas como Boldrin e Levine preferem o termo "Monopólio intelectual" como uma definição mais clara e apropriada do conceito, que segundo eles, é bem diferente dos direitos de propriedade. O professor de Direito, escritor e ativista político Lawrence Lessig, assim como muitos outros ativistas de software livre e copyleft, tem criticado a analogia implícita com propriedades físicas como terras ou automóveis. Eles argumentam que a analogia falha pois propriedades físicas são geralmente competem entre si enquanto trabalhos intelectuais não (se alguém copia um trabalho, a cópia não impede a utilização da original). Outros argumentos ao longo destas linhas afirmam que, ao contrário da situação com propriedade tangível, não há escassez natural de uma ideia ou informação particular: uma vez que existe, pode ser reutilizado e duplicado indefinidamente sem que essa reutilização diminua o original. Stephan Kinsella se opôs à propriedade intelectual, alegando que a palavra "propriedade" implica escassez, que pode não ser aplicável às ideias.

### Aplicação ao campo das TIC
O desenvolvimento das tecnologias da informação e da comunicação desde o final do século XX destacou, por um lado, o surgimento de novos problemas aos quais os sistemas convencionais de propriedade intelectual não foram adaptados e por outro lado, a dificuldade de encontrar um consenso sobre possíveis mudanças. O crescente número de legislações relacionadas a questões de propriedade intelectual, particularmente nos Estados Unidos e na Europa, é uma indicação de incerteza jurídica a este respeito. Além disso, o sistema de patentes, que é um dos pilares da propriedade intelectual da indústria, está sujeito a severas críticas, não apenas das empresas, mas também dos órgãos oficiais.

### Aplicação ao campo da biodiversidade
Em 1980, o Supremo Tribunal dos Estados Unidos adotou uma decisão fundamental que autoriza a patenteabilidade de microrganismos geneticamente modificados (Diamond v. Chakrabarty). Validado por uma maioria estreita (5 votos a favor, 4 votos contra), esta decisão marca um grande ponto de viragem e ainda está aberta a controvérsia. Então, em 1994, os acordos da Organização Mundial do Comércio (OMC) sobre os Aspectos dos Direitos de Propriedade Intelectual relacionados com o Comércio (Adpic) internacionalizaram a patenteabilidade da vida através das suas provisões de patentes. Os Estados não podem mais excluir os microorganismos da patenteabilidade.
O tempo decorrido - menos de quinze anos - entre a aplicação da patenteabilidade da vida nos países desenvolvidos e a internacionalização desta tendência através dos acordos Adpic, é particularmente breve e explica que a maioria dos países em desenvolvimento (DCs) ) que assinaram esses acordos, com exceção de um pequeno grupo em torno da Índia e do Brasil, não mediram o alcance exato dessas disposições.
Ao mesmo tempo, a Convenção sobre a Diversidade Biológica (CBD), adotada em 1992, afirma a prevalência da soberania do Estado sobre seus recursos biológicos. A Convenção estabelece os princípios do consentimento fundamentado prévio e a partilha justa e equitativa dos benefícios resultantes da utilização de recursos genéticos e estipula que os direitos de propriedade intelectual não devem entrar em conflito com seus objetivos (ver artigo 16). A indústria de biotecnologia dos EUA se opõe a esses princípios e insta os EUA a não ratificarem a Convenção sobre a Diversidade Biológica (em 2010, o país ainda não ratificou a Convenção). Assim, de acordo com a direção do ICTSD (programa de propriedade intelectual e tecnologia no Centro Internacional de Comércio e Desenvolvimento Sustentável, Genebra, Suíça), existem tensões entre dois regimes que respondem a diferentes lógicas: a propriedade intelectual , que autoriza a patenteabilidade dos seres vivos e dos microrganismos, e a da biodiversidade, que defende a soberania dos estados sobre seus recursos biológicos. É neste contexto que, na década de 1990, ocorrem casos de "biopirataria": nos Estados Unidos, as substâncias e plantas da Índia e da América Latina são patenteadas, enquanto suas virtudes tradicionais, medicamentos, são conhecidos há muito tempo nestes países e regiões. As medidas tomadas pelos países em causa para obter a revogação dessas patentes são caras e complicadas, razão pela qual os casos de biopirataria se seguem e continuam hoje.
A diretiva de 6 de Julho de 1998, relativa à proteção das invenções biotecnológicas, cujo objetivo é clarificar o enquadramento jurídico das invenções biotecnológicas, permitiu ao nível europeu harmonizar as normas para desenvolver tecnologias baseadas em organismos vivos. Na verdade, os critérios, condições e áreas de proteção foram esclarecidos e protegeriam de forma mais efetiva os consideráveis investimentos neste campo, favorecendo o progresso científico. No entanto, preocupações permanecem sobre as invenções relativas ao ser humano, apesar da intenção declarada do Instituto de Pesquisa de Propriedade Intelectual (IRPI) de esclarecer aos mais céticos que "o direito de patente não permite a apropriação do corpo. humano e não ameaça a dignidade do homem".
Assim, os protestos mais fortes decorrem do lançamento de programas de pesquisa sobre o genoma humano e da questão da sua patenteabilidade, considerando critérios éticos. O artigo que é o tema da controvérsia mais acalorada da directiva é o artigo 5. Anuncia no primeiro parágrafo que a descoberta de qualquer elemento do corpo humano, especialmente a seqüência de um embaraço, e isso para qualquer qual etapa do seu desenvolvimento não pode ser patenteada, mas no segundo parágrafo um elemento do corpo humano, incluindo a sequência de um aborrecimento, reproduzido por um processo técnico pode ser objeto de patente . UNESCO, o Comitê Nacional de Ética Consultiva (NCEC) se propôs contra esses artigos por suas contradições e ambiguidades. Pelas leis sobre bioética de 1994, na lei francesa, "o corpo humano, seus elementos e seus produtos, bem como o conhecimento da estrutura total ou parcial de um constrangimento humano não podem, como tal, ser o objeto patentes ". Para o NC, a directiva, por este artigo, tornaria possível de forma arriscada "uma ameaça ao livre acesso ao domínio da descoberta, uma deriva para a instrumentalização do corpo humano ou a recusa em compartilhar os benefícios esperados desse progresso". Advogando que o genoma humano é um "herança comum da humanidade", os deputados Jean-François Mattei (França) e Wolfgang Wodarg (Alemanha) lançaram uma petição, entregue ao Presidente da República. Em 2000, Bill Clinton e Tony Blair voltaram a declarar juntos o aspecto essencial do acesso gratuito aos dados da sequência de genes. Em 2003, no caso Myriad Genetics, o Parlamento Europeu expressou sua "consternação com as possíveis consequências da concessão de uma patente sobre um gene humano pelo Instituto Europeu de Patentes". A patente abrange os testes de diagnóstico de câncer de mama e de ovário e protege todos os procedimentos e procedimentos que utilizam a seqüência do gene de predisposição ao câncer e, portanto, proíbe seu uso para a pesquisa de outros laboratórios. O Parlamento acompanhado pelo Instituto Curie opõe-se, portanto, à concessão desta patente e solicita ao Conselho, à Comissão e aos Estados-Membros que tomem as "medidas necessárias para garantir a disponibilidade do código genético humano" .
Desde 1999, os países em desenvolvimento solicitaram regularmente a alteração dos acordos TRIPs para combater este fenômeno da biopiracy. Os pedidos deles foram inicialmente atingidos pela recusa dos países desenvolvidos. Então, gradualmente, alguns países como a Noruega, a Suíça e a União Europeia começaram a aceitar o princípio, no entanto, considerando que o não cumprimento desta disposição deveria resultar em uma sanção administrativa simples e não na revogação da patente. como desejado pelos países em desenvolvimento. Um esquadrão de obstáculos entre os países desenvolvidos (notadamente os Estados Unidos e o Japão) ainda rejeita categoricamente que o sistema de patentes é alterado e defende as medidas tomadas a nível nacional. Os povos indígenas e as comunidades locais exigem uma proteção "integrada" de seus conhecimentos tradicionais com base no reconhecimento dos direitos dos povos indígenas e seus direitos consuetudinários.

## Crimes contra a Propriedade Intelectual
A violação de direito autoral é crime contra a propriedade intelectual que se encontra tipificado no Capítulo I do Título III, no artigo 184 do Código Penal, cuja objetividade jurídica é a propriedade imaterial.
“Violação de direito autoral:
Art. 184. Violar direitos de autor e os que lhe são conexos: Pena – detenção, de 3 (três) meses a 1 (um) ano, ou multa.
§ 1o Se a violação consistir em reprodução total ou parcial, com intuito de lucro direto ou indireto, por qualquer meio ou processo, de obra intelectual, interpretação, execução ou fonograma, sem autorização expressa do autor, do artista intérprete ou executante, do produtor, conforme o caso, ou de quem os represente: Pena – reclusão, de 2 (dois) a 4 (quatro) anos, e multa.
§ 2o Na mesma pena do § 1o incorre quem, com o intuito de lucro direto ou indireto, distribui, vende, expõe à venda, aluga, introduz no País, adquire, oculta, tem em depósito, original ou cópia de obra intelectual ou fonograma reproduzido com violação do direito de autor, do direito de artista intérprete ou executante ou do direito do produtor de fonograma, ou, ainda, aluga original ou cópia de obra intelectual ou fonograma, sem a expressa autorização dos titulares dos direitos ou de quem os represente.
§ 3o Se a violação consistir no oferecimento ao público, mediante cabo, fibra ótica, satélite, ondas ou qualquer outro sistema que permita ao usuário realizar a seleção da obra ou produção para recebê-la em um tempo e lugar previamente determinados por quem formula a demanda, com intuito de lucro, direto ou indireto, sem autorização expressa, conforme o caso, do autor, do artista intérprete ou executante, do produtor de fonograma, ou de quem os represente: Pena – reclusão, de 2 (dois) a 4 (quatro) anos, e multa.
§ 4o O disposto nos §§ 1o, 2o e 3o não se aplica quando se tratar de exceção ou limitação ao direito de autor ou os que lhe são conexos, em conformidade com o previsto na Lei nº 9.610, de 19 de fevereiro de 1998, nem a cópia de obra intelectual ou fonograma, em um só exemplar, para uso privado do copista, sem intuito de lucro direto ou indireto."
Trata-se de norma penal em branco em sentido amplo, que deve ser complementada por outra norma de nível idêntico (da mesma fonte legislativa), qual seja: a Lei dos Direitos Autorais (Lei 9.610, de 19 de fevereiro de 1998), que teve por finalidade alterar, atualizar e consolidar a legislação sobre direitos autorais. A Constituição Federal, em seu artigo 5ª inciso XXVII, já havia assegurado que “aos autores pertence o direito exclusivo de utilização, publicação ou reprodução de suas obras, transmissível aos herdeiros pelo tempo que a lei fixar” 
De acordo com Cezar Roberto Bitencourt, direito autoral “consiste nos benefícios, vantagens, prerrogativas e direitos patrimoniais, morais e econômicos provenientes de criação artísticas, científicas, literárias e profissionais de seu criador, inventor ou autor” 
O direito autoral disciplina a atribuição de direitos relativos às obras literárias, científicas e artísticas, englobando o direito do autor e os chamados direitos conexos do direito de autor (direitos dos artistas, intérpretes ou executantes, dos produtores de fonogramas e dos organismos de radiodifusão).

### Análise do Tipo Penal
É o fato de violar (infringir, ofender, transgredir) direitos do autor ou que lhe for conexo. Por se tratar de lei penal em branco, aquela cujo preceito primário é incompleto, a Lei 9.610/98 em seus artigos 22 a 45 são complementares.
O núcleo do tipo penal está representado pelo verbo violar (infringir, ofender, transgredir), cuja conduta típica tem por objeto o direito de autor à sua produção intelectual. Em regra, o crime é comissivo (praticado por meio de uma conduta positiva, ou de uma ação), mas, excepcionalmente, também pode ser comissivo por omissão, quando o resultado deveria ser impedido pelo sujeito que tem o dever de agir para impedir o resultado, mas se omite dolosamente. Trata-se de crime de forma livre que pode ser cometido por qualquer meio de execução. Como bem observa Guilherme de Souza Nucci, “a transgressão ao direito autoral pode dar-se de várias formas, desde a simples reprodução não autorizada de um livro por fotocópias até a comercialização de obras originais, sem a permissão do autor. Uma das mais conhecidas formas de violação do direito de autor é o plágio, que significa tanto assinar como sua obra alheia, como também imitar o que outra pessoa produziu. O plágio pode dar-se de maneira total (copiar ou assinar como sua toda a obra de terceiro) ou parcial (copiar ou dar como seus apenas trechos da obra de outro autor)”.

### Conduta típica/ Elemento normativo do tipo
Nos termos dos §§ 1º, 2º e 3º, do art. 184, do Código Penal, para configurar uma das figuras qualificadas de violação de direito autoral, é necessário o elemento normativo a ser aferido pelo Juiz, ou seja, que a conduta tenha sido praticada “sem autorização expressa” ou equivalente, pois, caso contrário, o fato é atípico.

### Sujeito Ativo e Sujeito Passivo
O sujeito ativo poderá ser qualquer pessoa que pratique o crime, podendo ser coautor ou participante, a exemplo do editor de um livro plagiado.
O sujeito passivo então é o autor ou titular do direito autoral ou conexo ou ainda, os herdeiros ou sucessores, quando já falecido o autor da obra. A lei 9.610/98 em seus arts. 49 a 52 traz também a possibilidade de ser sujeito passivo a pessoa jurídica de direito público ou privado na hipótese em que o autor cede os direitos sobre a obra.

### Objeto Material e Objeto Jurídico
O objeto material é a coisa sobre a qual recai a conduta criminosa do agente, ou seja, é a obra literária, artística ou científica. Já o objeto jurídico do crime de violação de direito autoral é a propriedade imaterial (ou intelectual), no sentido de proteger o interesse moral e econômico do autor de obra literária, artística ou científica.
O objeto jurídico do crime de violação de direito autoral é a propriedade imaterial (ou intelectual), no sentido de proteger o interesse moral e econômico do autor de obra literária, artística ou científica. Desta forma, como bem observa Rogério Sanches Cunha, fica “garantido ao autor o direito à paternidade da obra, bem como dela retirar os benefícios pecuniários advindos da sua reprodução, representação, execução, recitação, adaptação, transposição, arranjos, dramatização, tradução e radiodifusão”. Objeto material é a coisa sobre a qual recai a conduta criminosa do agente, ou seja, é a obra literária, artística ou científica.
Não é objeto do crime a obra que sejam de domínio público, isto é, que sua elaboração intelectual e publicação tenha se dado há tanto tempo e repetidas vezes que faça decair o sentido de se proteger sua propriedade. Nesse sentido, o voto do Desembargador Hiram Souza Marques ressaltou a importância de se verificar quem são ou autores e quais direitos foram ofendidos.
A título meramente ilustrativo, consideremos que dentre as mídias apreendidas estivesse aquelas que não mais incidem direitos autorais, seja um fonograma cujo lapso de proteção dos direitos já tenha decorrido e que hoje seja ele de domínio público, estaríamos diante de uma conduta atípica, daí a importância de laudos periciais que, ainda que possam ser feitos por amostragem, tragam com segurança quem teve a titularidade de direitos violada, quais os direitos violados e se eram passíveis de violação.
Entretanto, em se tratando de venda de CDs e DVDs falsificados (piratas), o STJ tem um entendimento distinto, positivado pelas súmulas 502 e 574. A primeira ratifica a tipicidade do crime previsto no art. 184, § 2º, do CP, em caso de venda desses produtos: "Presentes a materialidade e a autoria, afigura-se típica, em relação ao crime previsto no art. 184, § 2º, do CP, a conduta de expor à venda CDs e DVDs piratas".
Já a súmula 574 do STJ tem a finalidade de confirmar a possibilidade da materialidade do crime ser determinada apenas por meio do exame pericial por amostragem: “Para a configuração do delito de violação de direito autoral e a comprovação de sua materialidade, é suficiente a perícia realizada por amostragem do produto apreendido, nos aspectos externos do material, e é desnecessária a identificação dos titulares dos direitos autorais violados ou daqueles que os representem.”

### Elemento Subjetivo / Voluntariedade
O elemento subjetivo é o dolo, consistente na vontade livre e consciente de o sujeito violar o direito autoral. Nas figuras qualificadas (§§ 1º a 3º), exige-se, ainda, o fim especial de agir contido na expressão “com o intuído de lucro direto ou indireto”. O tipo penal é exclusivamente doloso, não admite a modalidade culposa.
É o dolo, consistente na vontade livre e consciente de o sujeito violar o direito autoral praticando uma das condutas previstas no tipo penal (caput e §§). Nas figuras qualificadas (§§ 1º a 3º), exige-se, ainda, o fim especial de agir contido na expressão “com o intuito de lucro direto ou indireto”. O tipo penal é exclusivamente doloso, não admite a modalidade culposa.

### Consumação e Tentativa
Há consumação com a efetiva prática da violação dos direitos autorais, mediante reprodução, venda ou oferecimentos ao público, independente da ocorrência do resultado. A tentativa é aceita em todas as modalidades, porém, Delmanto admite exceção nas condutas de expor a venda e ter em depósitos (§ 2º), que são unissubsistentes.
A violação de direito autoral é crime formal (ou de consumação antecipada), cuja consumação não depende do resultado naturalístico, embora ele possa ocorrer. Consuma-se, portanto, em momentos distintos, de acordo com as seguintes modalidades de conduta: (1) Na hipótese prevista no caput, com a efetiva violação; (2) No caso do § 1º, com a reprodução total ou parcial da obra intelectual ou do fonograma; (3) Na hipótese do § 2º, quando o agente distribui, vende, expõe à venda, aluga, introduz no País, adquire, oculta ou tem em depósito a reprodução feita com violação de direito autoral; (4) No caso do § 3º, quando o agente oferece ao público a obra ou produção alheia, ainda que a mesma não seja aceita por ninguém. A tentativa é possível em todas as figuras.

### Classificação
Trata-se de crime comum quanto ao sujeito ativo (praticado por qualquer pessoa), crime próprio quanto ao sujeito passivo (somente pode ser o autor bem como seus herdeiros e sucessores, ou qualquer outra pessoa titular do direito conexo ao de autor), plurissubsistente (costuma se realizar por meio de vários atos), comissivo (decorre de uma atividade positiva do agente “violar”) e, excepcionalmente, comissivo por omissão (quando o resultado deveria ser impedido pelos garantes – art. 13, § 2º, do CP), de forma livre (pode ser cometido por qualquer meio de execução), formal (se consuma sem a produção do resultado naturalístico, embora ele possa ocorrer), instantâneo (a consumação não se prolonga no tempo), monossubjetivo (pode ser praticado por um único agente), e simples (atinge um único bem jurídico, a propriedade imaterial da vítima).

### Causas de exclusão da tipicidade
Os artigos. 46, 47 e 48, da Lei 9.610/98 (Lei dos Direitos Autorais), dispõem acerca de diversas limitações aos direitos autorais que se caracterizam em causas excludentes de tipicidade, em razão do fato não se enquadrar no tipo penal do art. 184, do Código Penal. São elas: 
"Art. 46. Não constitui ofensa aos direitos autorais:
I - a reprodução: a) na imprensa diária ou periódica, de notícia ou de artigo informativo, publicado em diários ou periódicos, com a menção do nome do autor, se assinados, e da publicação de onde foram transcritos; b) em diários ou periódicos, de discursos pronunciados em reuniões públicas de qualquer natureza; c) de retratos, ou de outra forma de representação da imagem, feitos sob encomenda, quando realizada pelo proprietário do objeto encomendado, não havendo a oposição da pessoa neles representada ou de seus herdeiros; d) de obras literárias, artísticas ou científicas, para uso exclusivo de deficientes visuais, sempre que a reprodução, sem fins comerciais, seja feita mediante o sistema Braille ou outro procedimento em qualquer suporte para esses destinatários;
II - a reprodução, em um só exemplar de pequenos trechos, para uso privado do copista, desde que feita por este, sem intuito de lucro;
III - a citação em livros, jornais, revistas ou qualquer outro meio de comunicação, de passagens de qualquer obra, para fins de estudo, crítica ou polêmica, na medida justificada para o fim a atingir, indicando-se o nome do autor e a origem da obra;
IV - o apanhado de lições em estabelecimentos de ensino por aqueles a quem elas se dirigem, vedada sua publicação, integral ou parcial, sem autorização prévia e expressa de quem as ministrou;
V - a utilização de obras literárias, artísticas ou científicas, fonogramas e transmissão de rádio e televisão em estabelecimentos comerciais, exclusivamente para demonstração à clientela, desde que esses estabelecimentos comercializem os suportes ou equipamentos que permitam a sua utilização;
VI - a representação teatral e a execução musical, quando realizadas no recesso familiar ou, para fins exclusivamente didáticos, nos estabelecimentos de ensino, não havendo em qualquer caso intuito de lucro;
VII - a utilização de obras literárias, artísticas ou científicas para produzir prova judiciária ou administrativa;
VIII - a reprodução, em quaisquer obras, de pequenos trechos de obras preexistentes, de qualquer natureza, ou de obra integral, quando de artes plásticas, sempre que a reprodução em si não seja o objetivo principal da obra nova e que não prejudique a exploração normal da obra reproduzida nem cause um prejuízo injustificado aos legítimos interesses dos autores.
Art. 47. São livres as paráfrases e paródias que não forem verdadeiras reproduções da obra originária nem lhe implicarem descrédito.
Art. 48. As obras situadas permanentemente em logradouros públicos podem ser representadas livremente, por meio de pinturas, desenhos, fotografias e procedimentos audiovisuais."

### Jurisprudência
O STJ, em 2016, editou a súmula nº 574, que, apesar de não vincular, vem sendo aplicada largamente pelos órgãos julgadores: “Para a configuração do delito de violação de direito autoral e a comprovação de sua materialidade, é suficiente a perícia realizada por amostragem do produto apreendido, nos aspectos externos do material, e é desnecessária a identificação dos titulares dos direitos autorais violados ou daqueles que os representem”. A bem dizer, a súmula consolida o entendimento que “comprovada a materialidade do crime de violação do direito autoral (...) é totalmente dispensável e irrelevante a inquirição dos autores das mídias para confirmarem se seus direitos autorais foram, de fato violados” e que é válida a “ perícia por amostragem do produto para comprovação da materialidade do delito de violação de direito autoral”.
É o entendimento dos Tribunais, também, que o crime de violação de direito autoral não é inexpressivo, posto que importa em “prejuízo não apenas aos artistas e detentores dos direitos autorais, como também aos comerciantes regularmente estabelecidos”, “extrapola a individualidade do titular do direito, pois reduz a oferta de empregos formais, causa prejuízo aos consumidores e aos proprietários legítimos, fortalece o poder paralelo e a prática de atividades criminosas, de modo que não é necessária, para a caracterização do delito em questão, a identificação do detentor do direito autoral violado, bastando que seja comprovada a falsificação do material apreendido” e que o art. 184 do Código Penal “visa à proteção do direito autoral, ou seja, disciplina a criação e utilização econômica de obras intelectuais estéticas e compreendidas na literatura, nas artes e ciência”, o que não se confunde com “o direito de propriedade industrial [que] objetiva regulamentar as relações decorrentes de obras de cunho utilitário, consubstanciadas em bens materiais de uso empresarial, por meio de patentes e marcas, abarcados em seu âmbito, ainda, os nomes comerciais, segredos industriais e outros bens de uso empresarial”.
É importante ressaltar que a jurisprudência observa a diferença tecida pela legislação específica (Lei nº 9.609/98) acerca da violação dos direitos do autor de programa de computador. Entendem os Tribunais que a violação de direito autoral de “videogame”, entretanto, não está sujeita ao regime da mencionada lei, mas sim ao regime geral do art. 184 do CP, remarcando que “os jogos de videogame não se enquadram no conceito legal de programas de computador, já que não podem ser considerados softwares, pois não são utilizados para mover as atividades da máquina, tal como um sistema operacional” e, portanto, “o comércio de mídias falsificadas de jogos de videogame não se subsume ao tipo especial do art. 12 da Lei nº 9.608/98, e sim ao artigo 184, § 2º, do Código Penal”.
Além de tudo, entendem os Tribunais, no tocante à diferenciação entre o tipo penal simples de violação de direitos autorais e sua modalidade qualificada, ser imprescindível a inclusão, na denúncia oferecida pelo Ministério Público, do “elemento subjetivo específico do tipo qualificado, consistente no "intuito de lucro"”. Sem que fique claro que a violação do direito autoral teve como objetivo o lucro, isso “faz com que a desclassificação recaia sob a figura simples do crime de violação de direito autoral” que, por sua vez, somente se procede mediante queixa, e não denúncia.
Quanto à natureza permanente do crime de violação de direito autoral, o STJ decidiu pela desnecessidade de mandado de busca e apreensão para a busca domiciliar, não havendo, assim, ilegalidade na medida.

### Figuras típicas qualificadas
As figuras qualificadas de violação de direito autoral (CP, art. 184, §§ 1º a 3º), conforme já mencionado, exigem, além do dolo, o fim especial de agir contido na expressão “com o intuito de lucro direto ou indireto”. Desta forma, se a contrafação (reprodução não autorizada) de obra intelectual não é feita com a finalidade específica de obtenção de lucro direto ou indireto, não haverá incidência da qualificadora, em razão da ausência do elemento subjetivo específico, mas o agente poderá responder pela figura simples de violação de direito autoral (CP, art. 184, caput), salvo quando a cópia de obra intelectual ou fonograma for feita em um só exemplar, para uso privado do copista, desde que não haja intuito de lucro (Lei 9.610/98, art. 46, II c/c CP, art. 184, § 4º, última parte).

#### Violação de direito do autor ou conexos com o intuito de lucro
O § 1º, do art. 184, do Código Penal, define a primeira figura qualificada do crime de violação de direito do autor ou conexos, quando o agente tem o intuito de lucro direto ou indireto, alterando o mínimo e máximo das penas previstas em abstrato. Assim, enquanto o tipo básico (caput) tem pena de detenção de 3 meses a 1 ano, ou multa, essa figura qualificada em razão das circunstâncias específicas tem pena de reclusão de 2 a 4 anos, e multa. A conduta típica consiste em violar o direito autoral reproduzindo (ou copiando) total ou parcialmente: (1) obra intelectual (qualquer produto inédito advindo da criação mental de alguém); (2) interpretação (forma particular de expressar sobre determinada obra); (3) execução (forma particular de executar determinada criação intelectual); ou (4) fonograma (registro sonoro contido em mídias, como disco, fita magnética, compact disc ou arquivos eletrônicos).
Essa interpretação extensiva é necessária porque se lei protege o fonograma (que contém somente sons), com maior razão deve proteger também o videofonograma (que contém sons e imagens), conferindo, assim, maior proteção aos direitos autorais, sem abrir brechas para violações criminosas. Trata-se da conduta conhecida como “pirataria” que envolve a reprodução de músicas e filmes a serem vendidas abertamente, especialmente, nas grandes capitais. Como bem observa André Estefam, “a facilidade de reprodução não autorizada de tais obras intelectuais, por meio de diversos processos tecnológicos, como a realização de downloads pela internet e sua replicação quase que ilimitada faz com que esta prática delitiva se prolifere em altíssimos patamares”.
É irrelevante se a obra intelectual ou fonograma sejam reproduzidos total ou parcialmente. É necessário que a reprodução seja feita sem autorização do autor (no caso de obra intelectual) ou do produtor (na hipótese de fonogramas) ou de quem legalmente os represente. Observa-se que os programas de computador são objeto de legislação específica (Lei 9.610/98, art. 7º, § 1º). Assim, o crime de violação de direito do autor de programas produzidos para computador (softwares) está previsto no art. 12, da Lei 9.609, de 19 de fevereiro de 1998.

#### Art. 184 do Código Penal
O § 2º, do art. 184, do Código Penal, define a segunda figura qualificada do crime de violação de direito do autor ou conexos, quando o agente tem o intuito de lucro direto ou indireto, cominando a mesma pena do parágrafo anterior (reclusão de 2 a 4 anos, e multa). Trata-se de um tipo misto alternativo, ou seja, haverá crime único mesmo que se o agente pratique mais de uma conduta. A conduta típica consiste em violar direito autoral, com um dos seguintes verbos: distribuir (entregar a várias pessoas); vender (transferir a propriedade do bem a título oneroso); expor à venda (deixar à vista, exibir para vender); alugar (transferir a posse a título oneroso por tempo determinado); introduzir no País (fazer ingressar no território nacional); adquirir (comprar); ocultar (esconder); ter em depósito (manter o bem guardado ou armazenado em algum lugar). O objeto material do delito é o original ou cópia da obra intelectual, do fonograma ou do videofonograma. Original é a obra primitiva, feita pela primeira vez; cópia é a reprodução de um original, feita por qualquer forma.
Na oportuna lição de Guilherme de Souza Nucci, “tanto faz, para efeito de punição, que o agente se valha de original ou cópia de obra. Entretanto, pode-se ainda verificar que a simples extração de cópia do original constitui crime, previsto no caput, quando sem intenção de lucro”.
Essa figura qualificada visar punir a conduta dos agentes que exercem papel fundamental na cadeia da “pirataria”, qual seja: aqueles que expõem à venda e comercializam o original ou cópia de obra intelectual ou fonograma reproduzido com violação de direito do autor ou conexos. Exemplos: distribuidores, lojistas, camelôs, como também os donos de locadoras, quando alugam filmes piratas ou, mesmo originais, quando esses não possuem autorização para serem alugados. Para caracterizar essa figura qualificada é necessário que o sujeito ativo não seja responsável pela reprodução total ou parcial do objeto da contrafação (reprodução não autorizada), pois, caso contrário, responderá pela figura qualificada prevista no parágrafo anterior (CP, art. 184, § 1º).
Quanto ao momento consumativo (ao contrário da figura simples), a figura qualificada em estudo é crime permanente (a consumação se prolonga no tempo) nas formas “expor à venda”, “ocultar” e “ter em depósito”. No mais, mantém-se a mesma classificação do crime de violação de direito autoral em sua forma simples (CP art. 184, caput).

### Violação de direito do autor
O § 3º, do art. 184, do Código Penal, define a terceira figura qualificada do crime de violação de direito do autor ou conexos, quando o agente tem o intuito de lucro direto ou indireto, cominando a pena de reclusão de 2 a 4 anos, e multa. Ausente o intuito de lucro direto ou indireto, o agente responde pelo crime de violação de direito autoral em sua forma simples (CP art. 184, caput).
De acordo com o referido dispositivo legal, a conduta típica consiste no fato de o agente violar direito autoral por meio do oferecimento (ato de fornecer, disponibilizar) ao público, mediante cabo, fibra ótica, satélite, ondas ou qualquer outro sistema que permita ao usuário realizar a seleção da obra ou produção para recebê-la em um tempo e lugar previamente determinados por quem formula a demanda, com o intuito de lucro, direto ou indireto (elemento subjetivo específico), sem autorização expressa (elemento normativo do tipo), conforme o caso, do autor, do artista intérprete ou executante, do produtor do fonograma, ou de quem os represente.
Assim, o destinatário da obra paga pelo produto, mas o dinheiro recebido nunca chega ao seu autor. O fornecedor não promove a venda direta ao consumidor do produto (que seria a figura do parágrafo anterior), mas coloca em seu site, à disposição dos interessados, para download, as obras que o autor não autorizou que fossem expressamente assim utilizadas ou comercializadas.

### Pena e Ação Penal
A violação de direito autoral na modalidade simples (caput), em razão da pena máxima cominada não ser superior a dois anos, o delito é considerado de menor potencial ofensivo, sendo possível a conciliação e a transação penal (Lei 9.099/95, art. 61, 72 e 76).
As figuras qualificadas não são da competência do Juizado Especial Criminal. Nos termos do art. 186, do Código Penal, a violação de direito autoral na modalidade simples (CP, art. 184, caput), é de ação penal privada, pois “procede-se mediante queixa” (inciso I). O prazo para que o ofendido ou seu representante legal ingresse com a ação penal é de 6 meses, contado do dia em que vierem a saber quem é o autor do crime (CPP, art. 38). Nesse prazo, a queixa deve ser oferecida dentro de 30 dias após a homologação do laudo pericial (CPP, art. 529). As figuras qualificadas dos §§ 1º e 2º, do art. 184, do Código Penal, são de ação penal pública incondicionada (inciso II), como também os crimes cometidos em desfavor de entidades de direito público, autarquia, empresa pública, sociedade de economia mista ou fundação instituída pelo Poder Público (inciso III), assim, nesses casos, o oferecimento da denúncia para iniciar a ação penal não depende de qualquer condição de procedibilidade. A figura qualificada prevista no § 3º, do art. 184, do Código Penal, é de ação penal pública condicionada à representação (inciso IV).

### Comparação com o crime de furto
Como a Lei nº 9.610/98 - responsável por alterar, atualizar e consolidar a legislação sobre direitos autorais – estipulou em seu art. 3º que os direitos autorais possuem natureza jurídica de bens móveis, muitas vezes ocorre a confusão entre o delito de violação de direito autoral, previsto no art. 184, com o delito de furto, disposto no art. 155, ambos do Código Penal, cuja redação é a seguinte: “Subtrair, para si ou para outrem, coisa alheia móvel”. Contudo, a seguir serão elencadas algumas diferenças centrais entre estes crimes:
1ª: O crime de violação de direito autoral tem como núcleo o verbo “violar”, utilizado pelo texto legal no sentido de transgredir/infringir, já o crime de furto tem como núcleo o verbo “subtrair”, empregado no sentido de retirar do poder de alguém.
2ª: No que tange à classificação doutrinária, o crime de furto é comum tanto no que diz respeito ao sujeito ativo quanto passivo, já no crime de violação de direito autoral é próprio quanto ao sujeito passivo, uma vez que somente o autor da obra literária, artística ou científica, seus herdeiros e sucessores ou o titular do direito sobre a produção de outrem podem figurar nessa condição.
3ª: O objeto material do delito de violação de direito autoral é a obra literária, artística ou científica, neste sentido o bem juridicamente protegido é a propriedade intelectual, enquanto no delito de furto o objeto material é a coisa alheia móvel, em que o bem juridicamente protegido, no entendimento da doutrina majoritária seria a propriedade, a posse e a mera detenção. Rogério Greco esclarece que em que pese o crime de furto estar inserido no Título correspondente aos crimes contra o patrimônio, “a maioria de nossos doutrinadores entende ser a posse o bem jurídico precipuamente protegido pelo tipo penal do art. 155 do diploma repressivo, além da propriedade, e também a mera detenção sobre a coisa alheia móvel”.
4ª: A pena cominada pela lei penal para o furto simples é a de reclusão de 1 (um) a 4 (quatro) anos, e multa, de forma que, como regra geral, a ação penal é de iniciativa pública incondicionada. Para a violação de direito autoral prevista no caput do art. 184, a pena é de detenção de 3 (três) meses a 1 (um) ano, ou multa, de modo que será competente, inicialmente, o Juizado Especial Criminal por se tratar de infração penal de menor potencial ofensivo. Além disso, o art. 186, inciso I, do Código Penal determina que proceder-se-á mediante queixa os crimes previstos no caput do art. 184.

### Biografias não autorizadas
Em 2015, o Supremo Tribunal Federal proferiu decisão extremamente importante na Ação Direta de Inconstitucionalidade nº 4815, cuja ementa segue transcrita abaixo:
EMENTA: AÇÃO DIRETA DE INCONSTITUCIONALIDADE. ARTS. 20 E 21 DA LEI N. 10.406/2002 (CÓDIGO CIVIL). PRELIMINAR DE ILEGITIMIDADE ATIVA REJEITADA. REQUISITOS LEGAIS OBSERVADOS. MÉRITO: APARENTE CONFLITO ENTRE PRINCÍPIOS CONSTITUCIONAIS: LIBERDADE DE EXPRESSÃO, DE INFORMAÇÃO, ARTÍSTICA E CULTURAL, INDEPENDENTE DE CENSURA OU AUTORIZAÇÃO PRÉVIA (ART. 5º INCS. IV, IX, XIV; 220, §§ 1º E 2º) E INVIOLABILIDADE DA INTIMIDADE, VIDA PRIVADA, HONRA E IMAGEM DAS PESSOAS (ART. 5º, INC. X). ADOÇÃO DE CRITÉRIO DA PONDERAÇÃO PARA INTERPRETAÇÃO DE PRINCÍPIO CONSTITUCIONAL. PROIBIÇÃO DE CENSURA (ESTATAL OU PARTICULAR). GARANTIA CONSTITUCIONAL DE INDENIZAÇÃO E DE DIREITO DE RESPOSTA. AÇÃO DIRETA JULGADA PROCEDENTE PARA DAR INTERPRETAÇÃO CONFORME À CONSTITUIÇÃO AOS ARTS. 20 E 21 DO CÓDIGO CIVIL, SEM REDUÇÃO DE TEXTO. 1. A Associação Nacional dos Editores de Livros - Anel congrega a classe dos editores, considerados, para fins estatutários, a pessoa natural ou jurídica à qual se atribui o direito de reprodução de obra literária, artística ou científica, podendo publicá-la e divulgá-la. A correlação entre o conteúdo da norma impugnada e os objetivos da Autora preenche o requisito de pertinência temática e a presença de seus associados em nove Estados da Federação comprova sua representação nacional, nos termos da jurisprudência deste Supremo Tribunal. Preliminar de ilegitimidade ativa rejeitada. 2. O objeto da presente ação restringe-se à interpretação dos arts. 20 e 21 do Código Civil relativas à divulgação de escritos, à transmissão da palavra, à produção, publicação, exposição ou utilização da imagem de pessoa biografada. 3. A Constituição do Brasil proíbe qualquer censura. O exercício do direito à liberdade de expressão não pode ser cerceada pelo Estado ou por particular. 4. O direito de informação, constitucionalmente garantido, contém a liberdade de informar, de se informar e de ser informado. O primeiro refere-se à formação da opinião pública, considerado cada qual dos cidadãos que pode receber livremente dados sobre assuntos de interesse da coletividade e sobre as pessoas cujas ações, público-estatais ou público-sociais, interferem em sua esfera do acervo do direito de saber, de aprender sobre temas relacionados a suas legítimas cogitações. 5. Biografia é história. A vida não se desenvolve apenas a partir da soleira da porta de casa. 6. Autorização prévia para biografia constitui censura prévia particular. O recolhimento de obras é censura judicial, a substituir a administrativa. O risco é próprio do viver. Erros corrigem-se segundo o direito, não se coartando liberdades conquistadas. A reparação de danos e o direito de resposta devem ser exercidos nos termos da lei. 7. A liberdade é constitucionalmente garantida, não se podendo anular por outra norma constitucional (inc. IV do art. 60), menos ainda por norma de hierarquia inferior (lei civil), ainda que sob o argumento de se estar a resguardar e proteger outro direito constitucionalmente assegurado, qual seja, o da inviolabilidade do direito à intimidade, à privacidade, à honra e à imagem. 8. Para a coexistência das normas constitucionais dos incs. IV, IX e X do art. 5º, há de se acolher o balanceamento de direitos, conjugando-se o direito às liberdades com a inviolabilidade da intimidade, da privacidade, da honra e da imagem da pessoa biografada e daqueles que pretendem elaborar as biografias. 9. Ação direta julgada procedente para dar interpretação conforme à Constituição aos arts. 20 e 21 do Código Civil, sem redução de texto, para, em consonância com os direitos fundamentais à liberdade de pensamento e de sua expressão, de criação artística, produção científica, declarar inexigível autorização de pessoa biografada relativamente a obras biográficas literárias ou audiovisuais, sendo também desnecessária autorização de pessoas retratadas como coadjuvantes (ou de seus familiares, em caso de pessoas falecidas ou ausentes).
Neste caso emblemático, os Ministros do STF, por unanimidade, julgaram procedente a ADI 4815, afastando a exigência de autorização prévia para a realização de publicações de biografias. O interessante deste caso foi que a discussão travada teve por enfoque os direitos da personalidade, como o direito à honra, à intimidade, à privacidade, à imagem, dentre outros. Sendo assim, em que pese o autor da biografia não autorizada ser naturalmente titular de direitos sobre a obra, o enfrentamento do tema não se deu no campo da propriedade intelectual, mas sim no terreno dos direitos da personalidade.
Desta forma, a maioria dos Ministros entendeu que no âmbito constitucional e civil é garantido o direito de ingressar com ações indenizatórias em caso de violação aos direitos de personalidade. Daí é possível depreender que no âmbito penal aquele que teve seu direito violado deve recorrer aos crimes contra a honra positivados nos artigos 138, 139 e 140 do Código Penal.

### Crimes revogados
O Título III do Código Penal (Dos Crimes Contra A Propriedade Imaterial) teve alguns de seus artigos revogados por leis posteriores.
No que concerne à Propriedade Intelectual, a Lei nº 10.695, de 1º de julho de 2003 revogou o art. 185, o qual versava sobre usurpação de nome ou pseudônimo alheio. 
Art. 185. Atribuir falsamente a alguém, mediante o uso de nome, pseudônimo ou sinal por ele adotado para designar seus trabalhos, a autoria de obra literária, científica ou artística:
Pena - detenção, de 6 (seis) meses a 2 (dois) anos, e multa. (Revogado pela Lei nº 10.695, de 1º.7.2003).
No Capítulo II – Dos crimes contra o privilégio de invenção, a Lei nº 9.279, de 14 de maio de 1996 revogou o Art. 187, que dispunha sobre violação de privilégio de invenção.
Art 187. Violar direito de privilégio de invenção ou de descoberta:  (Revogado pela Lei nº 9.279, de 14.5.1996)    
I - fabricando, sem autorização do concessionário ou cessionário, produto que é objeto de privilégio;
II - usando meio ou processo que é objeto de privilégio;
III - importando, vendendo, expondo à venda, ocultando ou recebendo, para o fim de ser vendido, produto fabricado com violação de privilégio:
Pena - detenção de seis meses a um ano, e multa, de um conto a quinze contos de réis.
Aumento de pena
Parágrafo único. A pena é aumentada de um terço:
I - se o agente foi mandatário, preposto ou empregado do concessionário ou do cessionário do privilégio;
II - se o agente entrou em conluio com representante, mandatário, preposto ou empregado do concessionário ou do cessionário, para conhecer a invenção ou o modo de seu emprego. 
A mesma lei revogou os art. 188, 189, 190 e 191, que versavam respectivamente sobre falsa atribuição de privilégio, usurpação ou indevida exploração de modelo ou desenho privilegiado e falsa declaração de depósito em modelo ou desenho, e contavam com as seguintes redações:
Art 188. Exercer, como privilegiada, indústria que não o seja ou depois de anulado, suspenso ou caduco o privilégio: (Revogado pela Lei nº 9.279, de 14.5.1996)
Pena - detenção, de um a seis meses, ou multa, de quinhentos mil réis a cinco contos de réis.
Parágrafo único. Incorre na mesma pena o titular de privilégio que, em prospecto, letreiro, anúncio ou outro meio de publicidade, faz menção do privilégio, sem especificar-lhe o objeto. (Revogado pela Lei nº 9.279, de 14.5.1996)
Art. 189. Reproduzir, por qualquer meio, no todo ou em parte, sem autorização, desenho ou modelo de privilégio alheio; explorar, sem autorização, desenho ou modelo de privilégio alheio; vender, expor à venda ou introduzir no país objeto que é imitação ou cópia de modelo privilegiado:  (Revogado pela Lei nº 9.279, de 14.5.1996)
Pena - detenção, de um a seis meses, ou multa, de quinhentos mil réis a cinco contos de réis.
Art. 190. Usar, em modelo ou desenho, de expressão que o dê falsamente como depositado, ou mencionar em anúncio ou papel comercial, como depositado, desenho ou modelo que não o seja:  (Revogado pela Lei nº 9.279, de 14.5.1996)
Pena - detenção, de um a três meses, ou multa, de quinhentos mil réis a um conto de réis.
Art. 191. Nos crimes previstos neste capítulo, excetuados os dos arts. 188, e seu parágrafo, e 190, somente se procede mediante queixa. (Revogado pela Lei nº 9.279, de 14.5.1996).
A Lei nº 9.279, de 14 de maio de 1996, também promoveu a revogação dos artigos que compunham o Capítulo III - DOS CRIMES CONTRA AS MARCAS DE INDÚSTRIA E COMÉRCIO, os quais versavam sobre violação do direito de marca (art. 192), uso indevido de armas, brasões e distintivos públicos (art. 193) e marca com falsa indicação de procedência (art. 194 e 195).
Art. 192. Violar direito de marca de indústria ou de comércio: (Revogado pela Lei nº 9.279, de 14.5.1996)
I - reproduzindo, indevidamente, no todo, ou em parte, marca de outrem registrada, ou imitando-a, de modo que possa induzir em erro ou confusão:
II - usando marca reproduzida ou imitada nos termos do nº I;
III - usando marca legítima de outrem em produto ou artigo que não é de sua fabricação;
IV - vendendo, expondo à venda ou tendo em depósito:
a) artigo ou produto revestido de marca abusivamente imitada ou reproduzida no todo ou em parte;
b) artigo ou produto que tem marca de outrem e não é de fabricação deste:
Pena - detenção, de três meses a um ano, e multa, de um a quinze contos de réis.
Art. 193. Reproduzir, sem autorização, no todo ou em parte, ou imitar de modo que possa induzir em erro ou confusão, armas, brasões ou distintivos públicos, nacionais ou estrangeiros, em marca de indústria ou comércio: (Revogado pela Lei nº 9.279, de 14.5.1996)
Pena - detenção, de um a seis meses, ou multa, de quinhentos mil réis a cinco contos de réis.
Parágrafo único. Incorre na mesma pena quem usa de marca reproduzida ou imitada nos termos deste artigo, ou vende ou expõe à venda pruduto ou artigo com ela assinalado. (Revogado pela Lei nº 9.279, de 14.5.1996).
Art. 194. Usar, em produto ou artigo, marca que indique procedência que não é a verdadeira, ou vender ou expor à venda produto ou artigo, com essa marca: (Revogado pela Lei nº 9.279, de 14.5.1996)
Pena - detenção, de um a seis meses, ou multa, de quinhentos mil reis a cinco contos de réis.
Art. 195. Nos crimes previstos neste capítulo, salvo os dos arts. 193, e seu parágrafo, e 194, somente se procede mediante queixa.  (Revogado pela Lei nº 9.279, de 14.5.1996)